# Élections législatives de 1978 dans la Meuse
Les élections législatives françaises de 1978 se déroulent les 12 et 19 mars 1978. Dans le département de la Meuse, deux députés sont à élire dans le cadre de deux circonscriptions.

## Élus
| Circonscription | Député sortant   | Parti | Parti | Député élu ou réélu | Parti | Parti    |
| --------------- | ---------------- | ----- | ----- | ------------------- | ----- | -------- |
| 1re             | Jean Bernard     |       | PS    | Gérard Longuet      |       | UDF (PR) |
| 2e              | André Beauguitte |       | RI    | Claude Biwer        |       | UDF (AD) |

## Résultats

### Résultats à l'échelle du département
| Parti          | Parti                              | Premier tour | Premier tour | Second tour | Second tour | Sièges |
| Parti          | Parti                              | Voix         | %            | Voix        | %           | Sièges |
| -------------- | ---------------------------------- | ------------ | ------------ | ----------- | ----------- | ------ |
|                | Union pour la démocratie française | 42 005       | 37,08        | 61 628      | 52,61       | 2      |
|                | Rassemblement pour la République   | 11 285       | 9,96         |             |             | 0      |
|                | Divers droite                      | 5 940        | 5,24         | 0           |             |        |
|                | Majorité présidentielle            | 59 230       | 52,29        | 61 628      | 52,61       | 2      |
|                |                                    |              |              |             |             |        |
|                | Parti socialiste                   | 33 845       | 29,88        | 55 505      | 47,39       | 0      |
|                | Parti communiste français          | 15 381       | 13,58        | Retrait     | Retrait     | 0      |
|                | Union de la gauche                 | 49 226       | 43,46        | 55 505      | 47,39       | 0      |
|                |                                    |              |              |             |             |        |
|                | Lutte ouvrière                     | 2 555        | 2,26         |             |             | 0      |
|                | Parti socialiste unifié            | 2 264        | 2,00         | 0           |             |        |
|                |                                    |              |              |             |             |        |
| Inscrits       | Inscrits                           | 137 665      | 100,00       | 137 526     | 100,00      | 2      |
| Abstentions    | Abstentions                        | 21 743       | 15,79        | 18 230      | 13,26       |        |
| Votants        | Votants                            | 115 922      | 84,21        | 119 296     | 86,74       |        |
| Blancs et nuls | Blancs et nuls                     | 2 647        | 2,28         | 2 163       | 1,81        |        |
| Exprimés       | Exprimés                           | 113 275      | 97,72        | 117 133     | 98,19       |        |

### Résultats par circonscription

#### Première circonscription (Bar-le-Duc)
| Candidat       | Candidat             | Parti          | Premier tour | Premier tour | Second tour | Second tour |  |
| Candidat       | Candidat             | Parti          | Voix         | %            | Voix        | %           |  |
| -------------- | -------------------- | -------------- | ------------ | ------------ | ----------- | ----------- |  |
|                | Jean Bernard sortant | PS             | 19 669       | 31,23        | 31 136      | 47,54       |  |
|                | Gérard Longuet élu   | UDF (PR)       | 19 333       | 30,69        | 34 359      | 52,46       |  |
|                | Bernard Serrier      | PCF            | 7 784        | 12,36        |             |             |  |
|                | Jacques Mourer       | RPR            | 7 246        | 11,5         |             |             |  |
|                | Michel Leblanc       | Divers droite  | 5 940        | 9,43         |             |             |  |
|                | Michèle Cohen        | LO             | 1 658        | 2,63         |             |             |  |
|                | Bernard Gamot        | PSU (FA)       | 1 356        | 2,15         |             |             |  |
|                |                      |                |              |              |             |             |  |
| Inscrits       | Inscrits             | Inscrits       | 77 026       | 100,00       | 76 912      | 100,00      |  |
| Abstentions    | Abstentions          | Abstentions    | 12 451       | 16,16        | 10 313      | 13,41       |  |
| Votants        | Votants              | Votants        | 64 575       | 83,84        | 66 599      | 86,59       |  |
| Blancs et nuls | Blancs et nuls       | Blancs et nuls | 1 589        | 2,46         | 1 104       | 1,66        |  |
| Exprimés       | Exprimés             | Exprimés       | 62 986       | 97,54        | 65 495      | 98,34       |  |

#### Deuxième circonscription (Verdun)
| Candidat       | Candidat         | Parti          | Premier tour | Premier tour | Second tour | Second tour |  |
| Candidat       | Candidat         | Parti          | Voix         | %            | Voix        | %           |  |
| -------------- | ---------------- | -------------- | ------------ | ------------ | ----------- | ----------- |  |
|                | Claude Biwer élu | UDF (AD)       | 22 672       | 45,08        | 27 269      | 52,81       |  |
|                | René Vigneron    | PS             | 14 176       | 28,19        | 24 369      | 47,19       |  |
|                | Daniel Mayer     | PCF            | 7 597        | 15,11        | Retrait     | Retrait     |  |
|                | Gérard Bièvelot  | RPR            | 4 039        | 8,03         |             |             |  |
|                | Jean-Louis Babin | PSU (FA)       | 908          | 1,81         |             |             |  |
|                | Robert Testor    | LO             | 897          | 1,78         |             |             |  |
|                |                  |                |              |              |             |             |  |
| Inscrits       | Inscrits         | Inscrits       | 60 639       | 100,00       | 60 614      | 100,00      |  |
| Abstentions    | Abstentions      | Abstentions    | 9 292        | 15,32        | 7 917       | 13,06       |  |
| Votants        | Votants          | Votants        | 51 347       | 84,68        | 52 697      | 86,94       |  |
| Blancs et nuls | Blancs et nuls   | Blancs et nuls | 1 058        | 2,06         | 1 059       | 2,01        |  |
| Exprimés       | Exprimés         | Exprimés       | 50 289       | 97,94        | 51 638      | 97,99       |  |